# Axel Kleidon
Axel Kleidon (* 1969 in Hamburg) ist ein deutscher Physiker, Klimaforscher und Hochschullehrer.

## Leben
Ende des 20. Jahrhunderts studierte Kleidon Physik und Meteorologie an der Universität Hamburg. Er setzte sein Studium an der Purdue University in West Lafayette, Indiana, Vereinigte Staaten fort. Von 1994 bis 1998 arbeitete er am Max-Planck-Institut für Meteorologie. 1998 promovierte an der Universität Hamburg mit einer Arbeit zum Thema Wurzeln und Klima = Roots and climate: Bestimmung ihrer Bedeutung durch Modellsimulationen. Er ging von 1998 bis 2000 als Postdoc an die Stanford University und von 2001 bis 2006 als Assistant Professor an die Universität Maryland. Seit seiner Rückkehr nach Deutschland arbeitet er als Privatdozent und Gruppenleiter am Max-Planck-Institut für Biogeochemie in Jena. 2017 habilitierte er sich an der Friedrich-Schiller-Universität Jena mit einer Arbeit zum Thema Thermodynamic foundations of the earth system.

## Forschung und Lehre
Kleidon forscht auf den Gebieten des Klimawandels und der erneuerbaren Energien. Er untersucht die Wechselwirkungen zwischen Atmosphäre und Biosphäre. Er wendet die Gesetze der Thermodynamik, insbesondere den ersten und zweiten Hauptsatz auf das System Erde mit ihrer Atmosphäre an. Auf diese Weise kommt er zu physikalisch begründeten Abschätzungen über die Effizienz und Verfügbarkeit der verschiedenen Arten erneuerbarer Energien und die Nebenwirkungen ihrer Nutzung.
Kleidon hebt in seinen Untersuchungen hervor, dass die verfügbare Energieleistung aus der Einstrahlung der Sonne 175.000 Terawatt beträgt, während die Leistung aus Windenergie nur 1000 Terawatt, die aus Wellenenergie nur 65 Terawatt und die aus Meeresströmungen nur 5 Terawatt beträgt. Dazu kommt, dass die Strahlungsenergie der Sonne über Photovoltaik relativ direkt in elektrischen Strom umgewandelt werden kann, während bei den anderen Energien weitere Zwischenschritte nötig sind. Außerdem bewirkt die Nutzung der Windenergie eine weltweit wirksame Abschwächung der Windgeschwindigkeit, die global bis zu 80 % Verlust der Leistung der Windkraftanlagen führen kann. Eine weitere unerwünschte Nebenwirkung der Abschwächung der Windgeschwindigkeit ist die Abschwächung der Meeresströmungen und der Durchmischung der Wasserschichten.
Mehrere Projekte Kleidons wurden von der Deutschen Forschungsgemeinschaft (DFG) gefördert. Kleidon war Antragsteller, beteiligter und mitverantwortlicher Wissenschaftler. Einige dieser Projekte:
- 2005–2011: Modelling biodiversity-ecosystem functioning relations in grasslands with special reference to mechanisms related to plasticity
- 2011–2015: Feedbacks between soils, biota, land management and hydrological processes at different spatiotemporal scales
- 2011–2016: The use of thermodynamics and optimality theory for modelling soil-vegetation-atmosphere transfer (SVAT) processes at different scales
- 2014–2019: Understanding and characterizing land surface-atmosphere exchange and feedbacks
- 2014–2019: Linking landscape structure and rainfall runoff behaviour in a thermodynamic optimality context
- 2014–2019: Towards consistent predictions of water and energy cycles in intermediate scale catchments[9]

Kleidon hält Vorlesungen zu den Themen Klimatologie, Klimawandel, alternative Energienutzung und erneuerbare Energien. Er hat mehr als 200 Publikationen verfasst. Sein h-Index liegt bei 50.

## Veröffentlichungen (Auswahl)
- Energy: A Very Short Introduction, 2021, Oxford University Press, ISBN 978-0-19-883267-6
- Sonne oder Treibhauseffekt? Globale Erwärmung einfach und physikalisch nachgerechnet in Physik in unserer Zeit, 2020, 51(2), 79-85, doi: 10.1002/piuz.202001560
- Sonne statt Flaute in Physik in unserer Zeit, 2019, 50(3), 120-127, doi: 10.1002/piuz.201901540
- Thermodynamic Foundations of the Earth System, 2016, Cambridge University Press, ISBN 978-1-107-02994-1
- Mit M. Renner: Geoengineering ist keine Lösung -- Der globale Wasserkreislauf im Klimasystem in Physik in unserer Zeit, 2015, 46(1), 27-31, doi: 10.1002/piuz.201401381
- Was leistet die Erde? in Physik in unserer Zeit, 2012, 43(3), 136-144, doi: 10.1002/piuz.201201294
- Mit Katarína Strelcová, Csaba Matyas, Milan Lapin, František Matejka, Miroslav Blazenec, Jaroslav Škvarenina, Jan Holecy: Bioclimatology and Natural Hazards, 2009, Springer, ISBN 978-1-4020-8875-9
- Mit Ralph D. Lorenz: Non-equilibrium Thermodynamics and the Production of Entropy, 2005, Springer, ISBN 978-3-540-22495-2

## Online-Vorträge (Auswahl)
- Kraftwerk Erde: Wie der belebte Planet Energie umwandelt, Axel Kleidon auf YouTube, 3. Dezember 2023, abgerufen am 9. Dezember 2023.
- Prof. Axel Kleidon from Max Planck Institute, Germany delivered a lecture at IUST (06-04-2023) auf YouTube, 3. Dezember 2023, abgerufen am 15. April 2023.
- CCSS Meeting #53: Working at the limit: Thermodynamics and optimality of the Earth system auf YouTube, 1. März 2023, abgerufen am 9. Dezember 2023.
- #moMINTmal21: Erneuerbare Energien - einfach nachgerechnet auf YouTube, 9. November 2021, abgerufen am 9. Dezember 2023.
- Institute Colloquium19 „Understanding the Earth: A Thermodynamic perspective“ by Dr Axel Kleidon Q&A auf YouTube, 17. Oktober 2019, abgerufen am 9. Dezember 2023.